# Изинг, Густав
Гу́став Адо́льф И́зинг (швед. Gustaf Adolf Ising) — шведский физик и геофизик, впервые предложивший принцип резонансного линейного ускорителя.

## Биография
Обучался в Уппсальском университете, получил в нём степень бакалавра в 1903 году. Далее обучался и работал в Стокгольмском университете, где защитил диссертацию в 1919 году, посвящённую чувствительным электрометрам.
В 1924 году впервые сформулировал принципы резонансного линейного ускорителя. Спустя 4 года, в 1928 году Рольф Видероэ сконструировал первый ускоритель такого типа. Также, статья Изинга стимулировала Эрнеста Лоуренса к изобретению циклотрона, который был запущен Лоуренсом и Ливингстоном в 1930 году.
Позже, интересы Изинга переключились в область геофизики. С 1934 года Изинг работает профессором в Королевском технологическом институте. В 1942 году Изинг впервые предложил изучать магнетизм осадков четвертичного периода для восстановления палеоклимата, положив этим начало палеомагнетизму.